# Anette Eggert
Anette Eggert, född 1975, uppvuxen i Oxie utanför Malmö, är en svensk barnboksförfattare. Hon är personalvetare och kommunikatör, vilket hon aldrig arbetat som.
Eggert debuterade 2011 med Kan vi inte bara låtsas som om ingenting har hänt.

### Fotnoter
1. ↑  Libris, Kungliga biblioteket, SELIBR-ID: 345228, läst: 9 oktober 2017.[källa från Wikidata]
2. ↑  Libris, Kungliga biblioteket, 21 januari 2013, Libris-URI: 20dhnc5l5m1fw5z, läst: 24 augusti 2018.[källa från Wikidata]
3. 1 2  Libris
4. ↑  B. Wahlströms
5. ↑  BTJ